# Juventud de Torremolinos Club de Fútbol
El Juventud de Torremolinos Club de Fútbol es un club de fútbol de Torremolinos, Málaga que desde la temporada 2025-26 participará en la Primera Federación, correspondiente a la tercera categoría del fútbol nacional. Cuenta también con un equipo de fútbol femenino.

## Historia
Fundado en 1958 bajo el nombre de Club Deportivo Torremolinos. Luego pasó a llamarse Balompié Torremolinos. Su denominación actual se debe a la edad que tenía la plantilla pues comenzó inscribiéndose en la categoría de juveniles para ir ascendiendo hasta la Regional. 
Tanto en 1969 como en 1972, los equipos Los Leones y el Nuevo Atlético Torremolinos respectivamente fueron absorbidos por el Juventud.
Tras muchas temporadas a caballo entre el grupo 9 de la Tercera División y las divisiones inferiores, la temporada 2021-2022 consiguió dar el salto, por primera vez en su historia, a la 2RFEF, nueva categoría creada tras el COVID-19. Concretamente en el grupo 4, pero no tuvo demasiada suerte, y acabó descendiendo al final de temporada, pese a la llegada, en enero de 2022, del grupo inversor japonés, ACAFP.
Esa temporada, 2022-2023, participó en la Copa del Rey, eliminando en su primera eliminatoria a la SD Huesca, de Segunda División, y cayendo eliminado ante el Sevilla, de Primera.
La temporada 2023-2024 el Juventud de Torremolinos realizó una inmaculada temporada en el grupo 9 de la 3RFEF, estando toda la liga en la primera posición, ganando el campeonato y recuperando la categoría perdida el año anterior. 
El 4 de mayo de 2025, el Juventud Torremolinos firmó un histórico ascenso a Primera Federación, tras derrotar a la UD Minera y que La Unión cayera derrotada ante la Balompédica Linense. Esta es la primera vez que el Juventud Torremolinos milite en la categoría de Bronce del fútbol español.

## Palmarés
- Regional Preferente de Andalucía: 1990-91
- Tercera RFEF: 2021-22
- Copa RFAF: 2021-22
- Segunda RFEF: 2024-25